# Encymachus
Encymachus Simon, 1902 è un genere di ragni appartenente alla famiglia Salticidae.

## Distribuzione
Le due specie oggi note di questo genere sono diffuse in Africa.

## Tassonomia
A dicembre 2010, si compone di due specie:
- Encymachus hesperus Lawrence, 1927 — Namibia
- Encymachus livingstonei Simon, 1902[2] — Africa